# Mestna hiša, Hošiminh
Mestna hiša Hošiminha, uradno imenovana Glavni urad Ljudskega odbora mesta Hošiminh (Trụ sở Ủy ban Nhân dân Thành phố Hồ Chí Minh) je mestna hiša mesta Hošiminha v Vietnamu.
Dvorano je v letih 1902–1908 v francoskem kolonialnem slogu zgradil arhitekt Paul Gardès. Od leta 1975 so v stavbi Ljudski odbor mesta Hošiminh, Ljudski svet mesta Hošiminh in Ljudsko sodišče mesta Hošiminh.
Čeprav stavba ni odprta za javnost, je priljubljena zaradi možnosti fotografiranja. Turisti lahko fotografirajo zunaj in veliko ljudi se za to odloči ponoči, ko sta stavba in okolica osvetljena.
Trenutni naslov je ulica Le Thanh Ton 86, oddelek Ben Nghe, okrožje 1, ki stoji na začetku ulice Nguyen Hue, ki gleda na reko Saigon. Leta 2020 je bil ta objekt s strani ministra za kulturo, šport in turizem razglašen za državni arhitekturni in umetnostni spomenik. Obstaja tudi projektni načrt za novo stavbo sedeža Mestnega ljudskega odbora.

## Arhitektura
Stavbo je zasnoval arhitekt Femand Gardè po vzoru pariške mestne hiše v slogu zvonikov v severni Franciji, pri čemer je osrednji del visok koničast stolp z dvema strehama na obeh straneh. Nasproti, levo in desno si stavbe nižje od ostalih. Nad stavbo je zastava Vietnama. Pod objektom je klet.
Ko je bila zgrajena, je bila stavba sestavljena samo iz enega bloka s stolpom z uro, ki je štrlel na sredini, in dveh enonadstropnih blokov na obeh straneh preddverja. Okoli 1940-ih so ta dva enonadstropna bloka nadzidali. Na vrhu stolpa visi državna zastava, spodaj je okrogla ura. Zasnova fasade je mešanica baročnega arhitekturnega sloga, rokokojske dekoracije, secesijskih železnih vrat... Okrogli stebri v obliki korintskih stebrov podpirajo središče nadstropja, prepredeno z obokanimi vrati, ki ustvarjajo zračnost in mehkobo. Osrednja os stavbe izstopa z gosto dekoracijo okroglih girland, listov orhidej, reliefov človeških obrazov, levjih obrazov na stolpu, nosilnih stebrov pod balkonom...
Sredi stolpa je relief boginje in dveh angelčkov, ki nadzorujeta zveri. Na glavni strani vsakega stolpa sta kipa dveh boginj, ki držita meča, obdana z lokalnimi izdelki. Ta trio reliefov je nacionalna personifikacija boginje Marianne - velja za utelešenje Francoske republike, ki uteleša vrednote svobode, enakosti in dobrodelnosti.
Tudi glavna vrata v obliki loka s petimi širokimi, zaporednimi vratci so okrašena precej sofisticirano s cvetličnimi žicami, listjem ... Vrata so vsa železna in lepo oblikovana. Stranska vrata na sprednji strani so neposredna pot za vstop avtomobilov na dvorišče stavbe. Okrasni vzorci - konice na stranskih vratih so precej preprosti s stiliziranimi girlandami.
Od glavnih vrat, ki vodijo v veliko vežo v sredini pritličja, se pride naravnost do stopnic, ki vodijo v prvo nadstropje. Na steni na stopnišču sta reliefa dveh otrok, ki držita znak mesta Sajgon. Notranje stene in stropi so pokriti z umetninami, ki se spreminjajo iz sobe v sobo in girlandami, orhidejami, listi laurierja v slogu Ludvika XV., geometrijskimi teksturami, vitraži ...
Leta 1966 so za staro stavbo zgradili še tri štirinadstropne bloke, kjer so danes delovni prostori oddelkov Mestnega ljudskega odbora in sedež Ministrstva za notranje zadeve.
Stavba je bila večkrat obnovljena, dograjena, olepšana in razširjena. Leta 1990 so levo od stare stavbe dozidali dvonadstropno stavbo, kjer je varnostna ekipa sprejemala in odpravljala goste. Leta 1998 je bila zgrajena še ena dvonadstropna stavba ob meji zemljišča sedeža kampusa na strani ulice Pasteur. V 1990-ih so postavili številne svetlobne stebre za zunanjo osvetlitev stavbe. Leta 2005 so strokovnjaki za razsvetljavo mesta Lyon (Francija) oblikovali in namestili sistem umetniške razsvetljave za stavbo.
Na cvetličnem vrtu pred sedežem Ljudskega odbora mesta Hošiminh je bila 25. avgusta 1945 postavljena spominska stela, na dan odprtja Začasnega administrativnega odbora Juga.